# 木下政治
木下 政治（きのした せいじ、1970年10月26日 - ）は、日本の俳優。京都府出身。クリオネ所属。同志社大学神学部卒業。劇団M.O.P.出身。

## 出演

### テレビドラマ
- 月の船（NHK、1996年11月 - 12月）
- 連続テレビ小説（NHK）
  - 「天うらら」（1998年4月 - 10月） - 田中
  - 「まんてん」（2002年9月 - 2003年3月） - 宮下五郎 役
  - 「半分、青い。」（2018年4月 - 9月） - アミー編集長
- ドラマ30（TBS）
  - 「ああ嫁姑」（1999年5月 - 7月）
  - 「いのちの現場から6」（1999年9月 - 11月）
  - 「離婚計画〜いつか愛したあなたへ〜」（2000年3月 - 5月）
- 素顔のときめき（NHK、2000年8月 - 9月）
- 土曜ワイド劇場森村誠一の棟居刑事第5作「棟居刑事の黙示録」（2000年11月18日） - 西村（警視庁捜査一課 刑事）
- 棟居刑事シリーズ5（テレビ朝日、2000年11月） - 西村刑事
- 少年H・青春篇（フジテレビ、2001年3月）
- ある日、嵐のように（NHK、2001年4月 - 6月）
- 救命病棟24時第2シリーズ（フジテレビ、2001年7月 - 9月） - 合田
- 演技者。第1弾「黒いハンカチーフ」（フジテレビ、2002年4月 - 5月） - 鬼塚
- オヤジ探偵2（テレビ朝日、2002年10月 - 12月）
- 愛の劇場「ダンシングライフ」（TBS、2003年5月 - 6月） - 柴田一樹
- 相棒（テレビ朝日）
  - season2 第11話（2004年1月7日） - 風間ひさし 役
  - season6 第10話（2008年1月1日） - 増田悦郎 役
  - season11 第8話（2012年12月5日） - 安西由典 役
  - season14 第5話（2015年11月18日） - 坂本紘一 役
  - Season21 第12話（2023年） - 工藤秀久 役
- こちら本池上署3（TBS、2004年1月 - 3月）
- スカイハイ2（テレビ朝日、2004年1月 - 3月）
- 上条麗子の事件推理4（TBS、2004年4月）
- 御宿かわせみ 第二章 第7話（NHK、2004年5月）
- 劇団演技者。第6回「オートマチック」（フジテレビ、2004年11月 - 12月） - 中野
- ナニワ金融道6（フジテレビ、2005年1月）
- 音のない青空（フジテレビ、2005年2月）
- 3年B組金八先生 第7シリーズ第18話 - 第20話（TBS、2005年2月 - 3月） - 刑事
- 検事・朝日奈耀子3（テレビ朝日、2005年7月）
- 輪舞曲（TBS、2006年1月 - 3月）
- てるてるあした第4話（テレビ朝日、2006年4月 - 6月）
- 水戸黄門第36部第6話（TBS、2006年8月） - 清七
- 京都南署鑑識ファイル3（テレビ朝日、2006年11月） - 大久保浩二
- くうねるところすむところ〜恋するニッカボッカ・ガール〜（フジテレビ、2007年4月）
- 新マチベン 〜オトナの出番〜第1話・第2話（NHK、2007年6月 - 7月）
- 拝啓トリュフォー様 第1話・第2話（テレビ朝日、2008年1月）
- 赤い霊柩車シリーズ 第23作「聰明な殺意」（フジテレビ、2008年10月） - 北条靖
- サラリーマン金太郎 第9話（テレビ朝日、2008年12月） - 太田和之
- ラブシャッフル 第10話（TBS、2009年3月）
- 空飛ぶタイヤ 第1話・第2話（WOWOW、2009年3月 - 4月）
- 火災調査官・紅蓮次郎9（テレビ朝日、2009年4月）
- 大河ドラマ（NHK）
  - 「天地人」第40話（2009年10月）
  - 「龍馬伝」 第8話-第13話（2010年2月 - 3月） - 吉田東洋の家臣
  - 「平清盛」第47話・第48話（2012年12月） - 大庭景親
  - 「八重の桜」第23話・第30話・第31話（2013年6月 - 8月） - 内藤新一郎
  - 「おんな城主 直虎」第48話（2017年12月） - 長谷川秀一
  - 「西郷どん」第27話（2018年7月） - 古高俊太郎
- 探偵Xからの挑戦状! season2 第4回（NHK、2009年11月）
- サムライ・ハイスクール 第7話（日本テレビ、2009年11月）
- 特上カバチ!! 第2話（TBS、2010年1月）
- コード・ブルー -ドクターヘリ緊急救命- 2nd season 第10話・第11話（フジテレビ、2010年3月） - 北村英樹
- 獣医ドリトル 第2話（TBS、2010年10月）
- 示談交渉人ゴタ消し 第3話（日本テレビ、2011年1月） - 森田喜一郎
- JIN-仁- 完結編 第9話（TBS、2011年6月） - 幕府見回り組
- 警視庁捜査一課9係 season3 第3話（テレビ朝日、2011年7月） - 石垣守
- クラシックミステリー 名曲探偵アマデウス 特集 オーケストラのすべて 第1回（NHK、2011年8月）
- 最後の絆 沖縄・引き裂かれた兄弟 〜鉄血勤皇隊と日系アメリカ兵の真相〜（フジテレビ、2011年8月）
- 絶対零度〜特殊犯罪潜入捜査〜 第9話-第11話（フジテレビ、2011年9月） - 関根邦弘
- 秘密諜報員 エリカ 第5話（日本テレビ、2011年11月） - 藤村信一郎
- ティーンコート 第1話・第2話（日本テレビ、2012年1月） - 寺西伸一
- 松本清張没後20年特別企画・危険な斜面（フジテレビ、2012年9月） - 市村刑事
- ハンチョウ〜警視庁安積班〜 シーズン6 第4話（TBS、2013年2月） - 長谷川哲也 役
- 女と男の熱帯 最終夜（WOWOW、2013年2月）
- 空飛ぶ広報室 第2話（TBS、2013年4月）
- 遺留捜査 第3シリーズ 第4話（テレビ朝日、2013年5月）
- 確証〜警視庁捜査3課 第10話（TBS、2013年6月）
- DOCTORS〜最強の名医〜 第2シリーズ 第6話（テレビ朝日、2013年8月） - 下柳宏
- 謎解きはディナーのあとでスペシャル〜風祭警部の事件簿〜（フジテレビ、2013年8月）
- クロコーチ（TBS、2013年10月 - 12月） - 木下武治（45年前） 役
- トクボウ 警察庁特殊防犯課 第11話（読売テレビ、2014年6月12日） - 深田義男 役
- HERO 第6話（フジテレビ、2014年8月18日） - 井上
- 監察官・羽生宗一2（テレビ朝日、2014年11月1日） - 谷口
- 警視庁捜査一課9係 season10 第9話（テレビ朝日、2015年6月24日） - 徳丸周平 役
- 科捜研の女 第16シリーズ 第6話（テレビ朝日、2016年12月1日） - 山際晃 役
- 砂の塔〜知りすぎた隣人（2016年） - 小峰昭宏 役
- カルテット (2017年のテレビドラマ)（2017年） - 船村仙一 役
- 未解決事件 File.06 赤報隊事件（NHK、2018年1月27日） - 朝日新聞大阪本社社会部デスク・木村卓而 役
- フェイクニュース あるいはどこか遠くの戦争の話 後編（NHK、2018年）
- リーガルV〜元弁護士・小鳥遊翔子〜（2018年） - 角野浩紀 役
- 獣になれない私たち（2018年） - 川島経理部長 役
- 後妻業（2019年） - 奥本支店長 役
- メゾン・ド・ポリス（2019年） - 岡嶋圭太 役
- 月曜名作劇場 「銭の捜査官 西カネ子2」（2019年） - 桜木兼次 役
- デジタル・タトゥー（2019年）
- ベビーシッター・ギン!（2019年） - 大原専務 役
- 凪のお暇（2019年） - 万極社長 役
- ミス・ジコチョー〜天才・天ノ教授の調査ファイル〜（2019年） - 一瀬正治 役
- 世にも奇妙な物語 「恋の記憶、止まらないで」（2019年） - 三宅佳彦 役
- 特捜9 第4シリーズ（2021年） - 古賀武久 役
- 漂着者（2021年） - 佐瀬康之 役
- エルピス-希望、あるいは災い-（2022年） - 武田政弘 役
- ダブルチート 偽りの警官 Season1 第7話（2024年6月7日、テレビ東京・WOWOW） - 種田淳一 役[2]
- 問題物件 第8話・最終話（2025年3月5日・26日、フジテレビ） - 篠崎忠 役[3]

### 映画
- Slap Happy（1996年8月10日） - コンビニのイヤミな客
- 白ゆき姫殺人事件（2014年3月29日） - 河合コメンテーター

### CM
- 三井のリフォーム（2007年 - 2010年）

### 舞台
- 「本郷菊富士ホテル」（1998年、東宝）
- 「きららの指輪たち」（1998年、東宝&PARCO）
- 「花迷宮」（1998年、東宝）
- 劇団M.O.P「遠州の葬儀屋」（1998年）
- 「ベイビーさん」（1998年、リリパットアーミー）
- 劇団M.O.P「サニーサイドウォーク」（1999年）
- 「東京原子核クラブ」（1999年、PARCO）
- 劇団M.O.P「最初の嘘と最後の秘密」（1999年）
- 「THE CUSTOM OF COUNTRY?」（2000年、劇工房ライミング）
- 「火の鳥」（2000年、ABCミュージカル）
- キャラメルボックス「カレッジオブザウィンドウ」（2000年）
- 劇団M.O.P「ちゃっかり八兵衛」（2000年）
- 劇団M.O.P「黒いハンカチーフ」（2001年）
- 「憎いあんちくしょう」（2002年、東宝）
- 「南半球の渦」（作・演出：土田英生、2002年）
- 劇団M.O.P「オールディーズ・バット・ゴールディーズ」（2003年）
- 「実を申せば」（作・演出：マキノノゾミ、2003年、シアターナインス）
- クレネリゼロファクトリー「セロテープボンドセメダイン」（作：大岩真理/演出：若月理代、2004年）
- 劇団M.O.P「黒いハンカチーフ」（作・演出：マキノノゾミ、2004年）
- TBS製作「浪人街」（作：マキノノゾミ/演出：山田和也、2004年）
- 「虹の橋」（演出：山田和也、2004年、東宝）
- G2プロデュース「Candy's」（2005年）
- 「好色一代女」（演出：山田和也、2005年）
- 「妻をめとらば」（演出：宮田慶子、2006年）
- 東京タンバリン「ワルツ〜隣の男」（2006年）
- 劇団M.O.P.「ズビズビ。」（作・演出：マキノノゾミ、2006年）
- 「妻をめとらば〜晶子と鉄幹〜」（演出：宮田慶子、2007年）
- 劇団M.O.P「エンジェル・アイズ」（作・演出：マキノノゾミ、2007年）
- 「ヴェローナの二紳士」（上演台本・演出：グレン・ウォルフォード、2007年）
- LEMON LIVE Vol．3「Oh!Claudia」（作・演出：斎藤栄作、2008年）
- 音楽劇「ぼんち」（作：わかぎゑふ/演出：マキノノゾミ、2008年）
- 劇団M.O.P「阿片と拳銃」（作・演出：マキノノゾミ、2008年）
- 劇団青年座＆劇団M．O．P．コラボレーション企画 マキノノゾミ傑作集「文人三部作連続上演」「フユヒコ」（作・演出：マキノノゾミ、2008年）
- 「淫乱斎英泉」（作：矢代静一/演出：鈴木裕美、2009年）
- 劇団M.O.P.「リボルバー」（作・演出：マキノノゾミ、2009年）
- 「わが町」（脚本：鈴木哲也/演出：わかぎゑふ、2009年）
- 「おくりびと」（作：小山薫堂/演出：G2）
- 劇団M.O.P.「さらば八月のうた」（作・演出：マキノノゾミ、2010年）
- ARMs PRESENTS「愛すべき娘たち」（脚本：真柴あずき/演出：ARMs、2010年） ※リーディング
- 「取り立てや お春 元禄痛快滑稽噺」（作・演出：マキノノゾミ、2010年、明治座 他）
- 「取り立てや お春 元禄痛快滑稽噺」（作・演出：マキノノゾミ、2011年、大阪松竹座）
- 時代劇版「101回目のプロポーズ」（脚本：鈴木哲也・マキノノゾミ/演出：齋藤雅文、2012年、博多座）
- 「MOON SAGA 義経秘伝」（原作・脚本・演出：GACKT、2012年、赤坂ACTシアター 他）
- ZeroProject ミュージカル「リズミックタウン」（脚本：武居秀剋/演出：宇治川まさなり、2012年、シアターサンモール）
- LEMON LIVE vol.10「トリオ」（作・演出：齋藤栄作、2013年） - 日替わりゲスト出演
- ARMs PRESENTS「愛すべき娘たち」（脚本：真柴あずき/演出：ARMs、2013年、大阪市立芸術創造館） ※リーディング
- 劇団青年座スタジオ公演No.115「白雲を望む」（作：霜康司/演出：山本龍二、2013年、青年座劇場）
- 「Honganji」（2016年1月 - 2月、新歌舞伎座/中日劇場/EX THEATER ROPPONGI）
- 「7本指のピアニスト～泥棒とのエピソード～」（脚本・演出：成井豊、2022年7月、サンシャイン劇場）[4]
- 月とシネマ2023（作・演出：G2、2023年公演予定、PARCO劇場 他）[5]

### ラジオ
- MBSラジオドラマ毎日放送開局55周年記念特別番組「博士の愛した数式」
- MBSラジオドラマ「百年のホームラン」
- NHKラジオドラマ「電気女護島」
- NHKラジオドラマ「ミステリーBARへようこそ」
- NHK-FM 青春アドベンチャー「645〜大化の改新青春期〜」
- NHK-FM FMシアター「つづれ織り」（2012年）
- NHK-FM 青春アドベンチャー「泥の子と狭い家の物語〜魔女と私の七〇日間戦争」（2013年）